# NHK八代テレビ中継局
NHK八代テレビ中継局（エヌエイチケイやつしろテレビちゅうけいきょく）は、熊本県宇城市に置かれていたNHK熊本放送局のテレビ中継局である。

## 概要
- 中継局名に八代が付されているが、実際には宇城市の旧宇土郡不知火町域に置かれていた。
- 当中継局にはNHKのみ中継局を置き、民放は、中継局を置いていない。尚、民放は、金峰山・熊本送信所を受信している。

## 中継局概要
| 放送局名    | チャンネル | 空中線電力        | ERP                | 放送対象地域 | 放送区域内世帯数 |
| NHK熊本教育 | 58         | 映像30W /音声7.5W | 映像440W /音声110W | 全国         | 不明             |
| NHK熊本総合 | 61         | 映像30W /音声7.5W | 映像440W /音声110W | 熊本県       | 不明             |